# Scottie Upshall
Scottie Upshall (né le 7 octobre 1983 à Fort McMurray ville de l'Alberta au Canada) est un joueur professionnel canadien de hockey sur glace.

## Carrière

### Carrière en club
Upshall commence sa carrière en jouant dans la Ligue de hockey junior de l'Alberta et il remporte la Coupe Rogers Wireless avec les Oil Barons de Fort McMurray en 2000. Il rejoint alors les Blazers de Kamloops de la Ligue de hockey de l'Ouest pour qu'il joue dès sa première saison 70 matchs pour un total de 87 points ; il remporte alors le trophée de meilleure recrue à la fois pour la LHOu - le trophée Jim Piggott - mais également celui de la Ligue canadienne de hockey.
Il joue encore une saison dans la LHOu avec les Blazers avant de participer au repêchage d'entrée 2002 dans la Ligue nationale de hockey. Il est sélectionné lors de la première ronde par les Predators de Nashville et est le sixième joueur sélectionné au total derrière Rick Nash en première position. Au cours de la saison qui suit, il débute dans la LHOu mais rejoint avant la fin de la saison régulière, la Ligue américaine de hockey et l'équipe affiliée aux Predators : les Admirals de Milwaukee. Il joue également huit matchs de la saison régulière des Predators. Ne parvenant pas à se faire une place dans l'effectif de la franchise de la LNH, il passe la saison suivante entre les deux ligues. Il remporte tout de même avec l'équipe de LAH la Coupe Calder, inscrivant trois buts au cours des huit matchs qu'il joue.
Au cours de la saison 2006-07, les Predators échangent Upshall en compagnie de Ryan Parent et d'un choix de première ronde au prochain repêchage en retour de Peter Forsberg des Flyers de Philadelphie. Il se fait alors une place au sein de l'effectif,.
Lors de la date limite des échanges de la saison 2008-2009, le 4 mars 2009, Upshall est échangé aux Coyotes de Phoenix en compagnie d'un choix de deuxième ronde en retour de l'attaquant Daniel Carcillo.
Le 28 février 2011, une transaction l'amène avec Sami Lepistö aux Blue Jackets de Columbus contre Rostislav Klesla et Dane Byers.
Le 24 février 2020, il annonce officiellement sa retraite du hockey.

### Carrière internationale
Upshall joue ses premiers matchs sous le maillot de l'équipe nationale du Canada lors du championnat du monde moins de 18 ans en 1999. Il joue également avec l'équipe junior lors des championnats du monde junior de 2002 et de 2003, remportant les deux années la médaille d'or.

## Statistiques

### Statistiques en club
| Saison     | Équipe                   | Ligue      |     | Saison régulière | Saison régulière | Saison régulière | Saison régulière | Saison régulière |   | Séries éliminatoires | Séries éliminatoires | Séries éliminatoires | Séries éliminatoires | Séries éliminatoires |
| Saison     | Équipe                   | Ligue      | PJ  | B                | A                | Pts              | Pun              | PJ               | B | A                    | Pts                  | Pun                  |                      |                      |
| 2000-2001  | Blazers de Kamloops      | LHOu       | 70  | 42               | 45               | 87               | 111              | 4                | 0 | 2                    | 2                    | 10                   |                      |                      |
| 2001-2002  | Blazers de Kamloops      | LHOu       | 61  | 32               | 51               | 83               | 139              | 4                | 1 | 2                    | 3                    | 21                   |                      |                      |
| 2002-2003  | Blazers de Kamloops      | LHOu       | 42  | 25               | 31               | 56               | 113              | 6                | 0 | 2                    | 2                    | 34                   |                      |                      |
| 2002-2003  | Admirals de Milwaukee    | LAH        | 2   | 1                | 0                | 1                | 2                | 6                | 0 | 0                    | 0                    | 2                    |                      |                      |
| 2002-2003  | Predators de Nashville   | LNH        | 8   | 1                | 0                | 1                | 0                | -                | - | -                    | -                    | -                    |                      |                      |
| 2003-2004  | Admirals de Milwaukee    | LAH        | 31  | 13               | 11               | 24               | 42               | 8                | 3 | 0                    | 3                    | 4                    |                      |                      |
| 2003-2004  | Predators de Nashville   | LNH        | 7   | 0                | 1                | 1                | 0                | -                | - | -                    | -                    | -                    |                      |                      |
| 2004-2005  | Admirals de Milwaukee    | LAH        | 62  | 19               | 27               | 46               | 108              | 5                | 2 | 2                    | 4                    | 8                    |                      |                      |
| 2005-2006  | Admirals de Milwaukee    | LAH        | 23  | 17               | 16               | 33               | 44               | 14               | 6 | 10                   | 16                   | 20                   |                      |                      |
| 2005-2006  | Predators de Nashville   | LNH        | 48  | 8                | 16               | 24               | 34               | 2                | 0 | 0                    | 0                    | 0                    |                      |                      |
| 2006-2007  | Predators de Nashville   | LNH        | 14  | 2                | 1                | 3                | 18               | -                | - | -                    | -                    | -                    |                      |                      |
| 2006-2007  | Admirals de Milwaukee    | LAH        | 5   | 0                | 1                | 1                | 6                | -                | - | -                    | -                    | -                    |                      |                      |
| 2006-2007  | Flyers de Philadelphie   | LNH        | 18  | 6                | 7                | 13               | 8                | -                | - | -                    | -                    | -                    |                      |                      |
| 2007-2008  | Flyers de Philadelphie   | LNH        | 61  | 14               | 16               | 30               | 74               | 17               | 3 | 4                    | 7                    | 44                   |                      |                      |
| 2008-2009  | Flyers de Philadelphie   | LNH        | 55  | 7                | 14               | 21               | 63               | -                | - | -                    | -                    | -                    |                      |                      |
| 2008-2009  | Coyotes de Phoenix       | LNH        | 19  | 8                | 5                | 13               | 26               | -                | - | -                    | -                    | -                    |                      |                      |
| 2009-2010  | Coyotes de Phoenix       | LNH        | 49  | 18               | 14               | 32               | 50               | -                | - | -                    | -                    | -                    |                      |                      |
| 2010-2011  | Coyotes de Phoenix       | LNH        | 61  | 16               | 11               | 27               | 42               | -                | - | -                    | -                    | -                    |                      |                      |
| 2010-2011  | Blue Jackets de Columbus | LNH        | 21  | 6                | 1                | 7                | 10               | -                | - | -                    | -                    | -                    |                      |                      |
| 2011-2012  | Panthers de la Floride   | LNH        | 26  | 2                | 3                | 5                | 29               | 7                | 1 | 2                    | 3                    | 4                    |                      |                      |
| 2012-2013  | Panthers de la Floride   | LNH        | 27  | 4                | 1                | 5                | 25               | -                | - | -                    | -                    | -                    |                      |                      |
| 2013-2014  | Panthers de la Floride   | LNH        | 76  | 15               | 22               | 37               | 73               | -                | - | -                    | -                    | -                    |                      |                      |
| 2014-2015  | Panthers de la Floride   | LNH        | 63  | 8                | 7                | 15               | 28               | -                | - | -                    | -                    | -                    |                      |                      |
| 2015-2016  | Blues de Saint-Louis     | LNH        | 70  | 6                | 8                | 14               | 44               | 17               | 1 | 2                    | 3                    | 10                   |                      |                      |
| 2016-2017  | Blues de Saint-Louis     | LNH        | 73  | 10               | 8                | 18               | 45               | 11               | 0 | 0                    | 0                    | 8                    |                      |                      |
| 2017-2018  | Blues de Saint-Louis     | LNH        | 63  | 7                | 12               | 19               | 46               | -                | - | -                    | -                    | -                    |                      |                      |
| 2019-2020  | HC Ambrì-Piotta          | NLA        | 12  | 4                | 3                | 7                | 51               | -                | - | -                    | -                    | -                    |                      |                      |
| Totaux LNH | Totaux LNH               | Totaux LNH | 759 | 138              | 147              | 285              | 615              | 54               | 5 | 8                    | 13                   | 66                   |                      |                      |

### Statistiques en équipe nationale
| Année | Compétition                 |   | PJ | B | A | Pts | Pun               |  | Résultat |
| 2002  | Championnat du monde junior | 7 | 3  | 3 | 6 | 10  | Médaille d'argent |  |          |
| 2003  | Championnat du monde junior | 6 | 4  | 1 | 5 | 18  | Médaille d'argent |  |          |
| 2009  | Championnat du monde        | 6 | 0  | 1 | 1 | 27  | Médaille d'argent |  |          |